# Tintin sur la Lune
Tintin sur la Lune est un jeu vidéo d'action développé et édité par Infogrames, sorti en 1989 sur Amiga, Amstrad CPC, Atari ST, Commodore 64, DOS, GX-4000 et ZX Spectrum,.

## Système de jeu
Au début du jeu, il faut diriger sa fusée tout en ayant assez d'essence et en évitant les astéroïdes.
Ensuite, le jeu passe à un jeu de plates-formes où il faut éteindre des flammes et libérer Tryphon Tournesol et Archibald Haddock.